# Radio Radieschen
Radio Radieschen (davor: NJOY, zur besseren Unterscheidung vom gleichnamigen Sender in der Steiermark) ist der Ausbildungssender der FHW Fachhochschul-Studiengänge Betriebs- und Forschungseinrichtungen der Wiener Wirtschaft GmbH. Angesiedelt ist das Wiener Programm am Institut für Journalismus & Medienmanagement  der FHWien der Wirtschaftskammer Wien (WKW). Es steht den Studierenden des Instituts für Journalismus und Medienmanagement zur Verfügung.

## Programm
Gespielt werden vor allem Alternative Hits, die Musik wird individuell auf das Programm abgestimmt, darunter lokale Interpreten, Liveaufnahmen (z. B. von Festivals) und internationale Musik. Zum journalistischen Teil des Programms gehören wissenschaftliche Themen, Medien, Nachrichten und Kultur.